# 柳川熊吉
柳川 熊吉（やながわ くまきち、文政8年（1825年） - 大正2年（1913年12月7日））は、幕末の侠客。江戸浅草出身。本名は野村熊吉だが、箱館奉行堀利煕から柳川姓を与えられた。

## 生涯
果実商兼料理業を営む野村鉄次郎の長男として生まれる。12歳頃に一人前の料理人となるが、新門辰五郎の子分となり、1856年（安政3年）函館に渡る。函館で親分として名を馳せ、後に消防組を組織して組頭となる。柳川姓は当時の箱館奉行から与えられたものだという。
函館戦争が勃発すると、火元の警備に当たり、官軍と賊軍の双方を行き来して意思疎通に努めた。榎本武揚は熊吉の義侠心を愛したという。箱館戦争の際、賊軍の遺体や遺物は顧みられずに放置されていたが、実行寺住職の松尾日隆や棟梁の大岡助右衛門とともに遺体を集め、実行寺に葬った。熊吉の挙動を怪しんだ官軍は熊吉を捕縛するが、函館戦争後に釈放された。
1871年（明治4年）、熊吉は函館山の麓に遺体を改葬し、1875年（明治8年）碧血碑を建立した。碑の題字は大鳥圭介が認めたという。その後、熊吉は谷地頭で料理店柳川亭を開き、榎本武揚と交流を持った。老後は養子に家を譲り、碧血碑の慰霊に従事した。1913年、実行寺の住職により、熊吉の碑がが碧血碑のそばに建立された。同年12月、死去。
函館の老舗丸南そば屋の創業者大山マキを金銭的に支援したとも伝わる。刺青もなく、酒や煙草もやらない任客であった。